# Joaquín Ventura
Joaquín Alonso Ventura (La Unión; 27 de octubre de 1956) es un futbolista salvadoreño retirado.

## Trayectoria
Apodado "La Muerte", jugó para los equipos salvadoreños del CD Águila y CD Santiagueño.
Ganó cuatro títulos de liga con el Águila. También ganó una Copa de Campeones de la Concacaf en el año 1976, venciendo al club surinamés SV Robinhood.

## Selección nacional
En 1980 y 1981, participó con El Salvador en 5 encuentros de la exitosa clasificación para la Copa del Mundo de 1982.
Estuvo en la convocatoria de dicho Mundial. Durante el Mundial de España, jugó contra Hungría, Bélgica y Argentina.

### Participaciones en Copas del Mundo
| Mundial                        | Sede   | Resultado    |
| ------------------------------ | ------ | ------------ |
| Copa Mundial de Fútbol de 1982 | España | Primera fase |

## Clubes
| Club             | País        | Año       |
| ---------------- | ----------- | --------- |
| C.D. Águila      | El Salvador | 1974-1980 |
| C.D. Santiagueño | El Salvador | 1980-1982 |
| C.D. Águila      | El Salvador | 1982-1989 |

## Palmarés

### Títulos nacionales
| Título           | Equipo | País        | Año     |
| ---------------- | ------ | ----------- | ------- |
| Primera División | Águila | El Salvador | 1975-76 |
| Primera División | Águila | El Salvador | 1976-77 |
| Primera División | Águila | El Salvador | 1983    |
| Primera División | Águila | El Salvador | 1987-88 |

### Títulos internacionales
| Título                           | Equipo | País        | Año  |
| -------------------------------- | ------ | ----------- | ---- |
| Copa de Campeones de la Concacaf | Águila | El Salvador | 1976 |

### Distinciones individuales
| Distinción                                            | Año     |
| ----------------------------------------------------- | ------- |
| Máximo goleador de la Primera División de El Salvador | 1980-81 |